# Вишньовка (Біжбуляцький район)
Вишньо́вка (рос. Вишнёвка, башк. Вишневка) — присілок у складі Біжбуляцького району Башкортостану, Росія. Входить до складу Кош-Єлгинської сільської ради.
Населення — 18 осіб (2010; 42 в 2002).
Національний склад:
- чуваші — 86 %

## Відомі люди
- Іванов Віталій Петрович — чуваський етнограф.